# Schwarzbach (Ratingen)
Schwarzbach ist ein Stadtteil der Stadt Ratingen im Kreis Mettmann in Nordrhein-Westfalen. Bis 1930 war Schwarzbach eine eigenständige Gemeinde im damaligen Kreis Düsseldorf-Mettmann der preußischen Rheinprovinz.

## Geographie
Der ländlich geprägte Stadtteil Schwarzbach liegt im Süden der Stadt Ratingen und wird in Ost-West-Richtung vom namensgebenden Schwarzbach durchflossen. Schwarzbach ist seit jeher eine Streusiedlung ohne einen eigentlichen Dorfkern. Zum heutigen Ratinger Stadtteil gehören neben dem Gebiet der alten Honnschaft Schwarzbach auch große Teile der alten Honnschaften Hasselbeck und Krumbach.

## Geschichte
Schwarzbach, ursprünglich eine Honnschaft im Amt Angermund des Herzogtums Berg, gehörte seit der Franzosenzeit zur Bürgermeisterei Hubbelrath im Landkreis Düsseldorf. Seit den 1840er Jahren bildete Schwarzbach eine eigene Gemeinde gemäß der Gemeindeordnung für die Rheinprovinz von 1845. Als Wohnplätze der Gemeinde Schwarzbach wurden 1885 unter anderem Groß- und Klein Buschhaus, Groß Kauhaus, Hausmannshäuschen, Heienbruch, Kirbusch, Lohof, Mühlenhäuschen, Neu Dellerhof, Nocken, Pfaffenhof, Queullshäuschen, Schönheitshof, Schönheitsmühle, Tannenkamp, Voismühle und Wettschen genannt.
Am 15. Mai 1930 wurde Schwarzbach mit der Gemeinde Hasselbeck-Krumbach zur Gemeinde Hasselbeck zusammengeschlossen, die wiederum 1947 in Hasselbeck-Schwarzbach umbenannt wurde. Durch das Düsseldorf-Gesetz wurde die Gemeinde Hasselbeck-Schwarzbach am 1. Januar 1975 auf die Städte Düsseldorf und Ratingen aufgeteilt. Das Gebiet der alten Gemeinde Schwarzbach gelangte dabei vollständig zu Ratingen.

## Einwohnerentwicklung
| Jahr | Einwohner | Quelle |
| ---- | --------- | ------ |
| 1835 | 405       | [ 5 ]  |
| 1864 | 259       | [ 6 ]  |
| 1885 | 262       | [ 2 ]  |
| 1910 | 472       | [ 7 ]  |
| 2011 | 510       | [ 8 ]  |
| 2015 | 516       | [ 8 ]  |
| 2021 | 463       | [ 1 ]  |

Die Einwohnerzahlen beziehen sich 1835 auf die Honnschaft, 1864, 1885 und 1910 auf die Gemeinde und 2011, 2015 sowie 2021 auf den Stadtteil Schwarzbach.

## Baudenkmäler
Baudenkmäler im Stadtteil Schwarzbach sind die Hausmannsmühle, die Scheffenmühle, die Wassermühle Diepensiepen, das Gut Meigen, das Leibzuchthaus des Hahnerhofs sowie die Bauernhäuser Grünensiepen, Hornser Weg 7, Kleinkauhaus, Kessel, Beitel und Zur Hütte.